# 北疆鸦葱
北疆鸦葱（学名：Scorzonera iliensis）是菊科鸦葱属的植物，是中国的特有植物。分布于俄罗斯、哈萨克斯坦以及中国大陆的新疆等地，生长于海拔1,000米至1,600米的地区，常生长在山坡丘陵和干谷草地，目前尚未由人工引种栽培。